# Amphigyes
Amphigyes (altgriechisch Ἀμφιγύης, beidseitig geschickt; lateinisch Amphichyes), der Priester des Apollon Karneios, war der sechste Karneenpriester, der über Sikyon regierte. Nach Eusebius von Caesarea regierte er 12 Jahre, nach Sextus Iulius Africanus nur 9. Charidemos folgte ihm in der Regierung.